# Macratria fouqueti
Macratria fouqueti is een keversoort uit de familie snoerhalskevers (Anthicidae). De wetenschappelijke naam van de soort is voor het eerst geldig gepubliceerd in 1934 door Pic.